# Hamrahnjúkur
Hamrahnjúkur är en bergstopp i republiken Island. Den ligger i regionen Norðurland eystra, 240 km nordost om huvudstaden Reykjavík. Toppen på Hamrahnjúkur är 1 282 meter över havet.
Runt Hamrahnjúkur är det mycket glesbefolkat, med 2 invånare per kvadratkilometer. Närmaste större samhälle är Dalvík, omkring 19 kilometer nordost om Hamrahnjúkur. Trakten runt Hamrahnjúkur består i huvudsak av gräsmarker.